# Finn Sterobo
Finn Sterobo, né le 17 décembre 1933 à Odense et mort le 25 février 2021, est un footballeur international danois. Il évoluait au poste de gardien de but.

## Biographie

### En club
Finn Sterobo est joueur du club de sa ville natale l'Odense BK de 1955 à 1963,,.
En 1964, il rejoint le B 1909 Odense. Après deux années dans l'autre club de la ville, il raccroche les crampons.

### En équipe nationale
International danois, il reçoit deux sélections en équipe du Danemark en 1962,.
Son premier match en sélection a lieu le 23 mai 1962 en amical contre l'Allemagne de l'Est (défaite 1-4 à Leipzig).
Son deuxième et dernier match en sélection a lieu le 11 juin 1962 contre la Norvège (victoire 6-1 à Copenhague).

## Palmarès
Danemark
- Jeux olympiques :
  -  Argent : 1960.